# Dinetus dinetoides
Dinetus dinetoides là một loài thực vật có hoa trong họ Bìm bìm. Loài này được (C.K. Schneid.) Staples mô tả khoa học đầu tiên năm 1993.